# 湯本幸政
湯本 幸政（ゆもと ゆきまさ）は戦国時代の武将。草津温泉の領主。通称は「湯本善太夫」。

## 生涯

### 出自
湯本氏は上野国吾妻郡の土豪。戦国期の三原荘域には湯本氏の他に鎌原・羽尾氏などが国衆として存在しており、鎌倉期に三原荘の地頭を務めていた海野幸氏の子孫を称したという。また、元は木曽義仲に仕えた土豪が吾妻郡に来住し、その兄の系統が湯本氏で弟の系統が横谷村（現・東吾妻町）の横谷氏となったという伝承もある。湯本氏は白砂川流域を支配しており、その支配領域は「草津谷」と呼ばれていた。

### 事績
湯本氏は当初吾妻郡の有力国衆である吾妻斎藤氏に従っていたが、永禄7年（1564年）に斎藤憲広が甲斐武田氏から離反して没落すると武田氏に従うようになった。『加沢記』によると幸政は2月に甲府の武田信玄の元に参府し、白根硫黄5箱を進上したという。この時に本領である草津谷を安堵された他、新恩として羽尾領内の立石・長野原（現・長野原町）などで170貫文を宛がわれている。翌年11月に斎藤弥三郎が武田氏から離反すると、真田幸綱の軍事指揮下に入り吾妻斎藤氏の籠る嶽山城攻防戦に参加している。その翌年3月には前年の嶽山城攻めの功賞として羽尾領内林村（同前）20貫文を与えられている。
その後は他の吾妻郡国衆と共に、岩櫃城将となった真田氏の同心とされたと考えられている。
天正3年（1575年）5月の長篠の戦いで重傷を負い、その傷により死去したという。『加沢記』では負傷した幸政の元に跡部勝資が検使として赴き、その最期の頼みを聞く様子が記載されている。実際に同年6月16日付で跡部勝資より湯本家被官である浦野義見斎に対して幸政の老母に望みの湯屋敷三間・手作地を渡すように指示している。
湯本氏の家督は甥の三郎右衛門が継承し、武田氏滅亡後は真田氏の家臣となっている。